# پاوو زاتورسکی
پاوو زاتورسکی (به لهستانی: Paweł Zatorski) (زاده ۲۱ ژانویه ۱۹۹۰ در لودز) بازیکن والیبال اهل لهستان، عضو تیم ملی والیبال لهستان و باشگاه زاکسا کوژله است. او به همراه لهستان به مدال برنز قهرمانی اروپا ۲۰۱۱، مدال نقره جام جهانی ۲۰۱۱، مدال طلا لیگ جهانی ۲۰۱۲ و مدال طلا قهرمانی جهان ۲۰۱۴ رسیده است. زاتورسکی در رده باشگاهی نیز با اسکرا بلچاتوف در سال ۲۰۱۰ به مدال نقره قهرمانی والیبال باشگاه‌های جهان دست یافت و با اسکرا به قهرمانی پلاس لیگا رسید و در ۲۰۱۲ نایب قهرمانی لیگ قهرمانان والیبال اروپا و مقام سومی جام باشگاه‌های جهان را تجربه کرد. زاتورسکی در قهرمانی جام باشگاه‌های جهان ۲۰۱۰ به عنوان بهترین لیبرو انتخاب شد.